# Alfa Romeo Giulia GTA
Vous pouvez aider à l'améliorer ou bien discuter des problèmes sur sa page de discussion.
- Il ne cite pas suffisamment ses sources. Vous pouvez indiquer les passages à sourcer avec {{référence nécessaire}} ou {{Référence souhaitée}}, et inclure les références utiles en les liant aux notes de bas de page. (Marqué depuis mars 2024)
- Son contenu est rédigé entièrement ou presque à partir d'une seule source. N'hésitez pas à modifier cet article pour améliorer sa vérifiabilité en apportant de nouvelles références dans des notes de bas de page. (Marqué depuis mars 2024)

- Archive Wikiwix
- Bing
- Cairn
- DuckDuckGo
- E. Universalis
- Gallica
- Google
- G. Books
- G. News
- G. Scholar
- Persée
- Qwant
- (zh) Baidu
- (ru) Yandex
- (wd) trouver des œuvres sur Wikidata

L'Alfa Romeo Giulia GTA est une automobile coupé sportif produite par le constructeur italien Alfa Romeo de 1965 à 1975.

## Le contexte
La saison sportive 1963 avait mis en évidence l'écrasante domination des Alfa Romeo Giulia Ti Super, que ce soit dans le tout nouveau Challenge Tourisme Européen, comme dans toutes les autres compétitions réservées aux voitures de tourisme dérivées de voitures de série. L'année suivante, beaucoup de constructeurs concurrents, grâce à une interprétation fallacieuse du règlement, s'étaient alignés avec des voitures qui comportaient bien peu de composants de série, pour ne pas dire un seul élément symbolique, la forme de la carrosserie.
Ce fut le cas, par exemple, de la Ford Cortina Lotus sur laquelle Ford avait purement et simplement transplanté toute la base mécanique de la Lotus, habillée par une carrosserie dont les lignes ressemblaient à celles de la Cortina berline.
Pour maintenir sa suprématie face à cette concurrence « déloyale » des Ford, BMW et bien d'autres, sur les circuits européens, car la mascarade n'était pas admise ailleurs, Alfa Romeo décida de faire travailler sa nouvelle protégée, la société Autodelta, dirigée par l'ingénieur Carlo Chiti.
La solution proposée par Chiti fut la réalisation d'une nouvelle voiture « dérivée », conçue sur la base de la Giulia Sprint GT, en conservant toutefois la structure de la carrosserie et bien sûr, son esthétique. La partie mécanique fut retravaillée pour gagner en puissance et la carrosserie sera réalisée en Peraluman 25, afin d'alléger au maximum l'ensemble.
La seule contrainte du règlement obligeait à maintenir l'espace aux jambes des places arrière identique à celui de la voiture de série. Il manquait deux petits centimètres sur la Giulia GTA pour satisfaire à cette règle si les mêmes fauteuils de série de la Giulia GT étaient utilisés. Alfa Romeo remplaça ces fauteuils par une banquette simple ce qui lui permit d'être homologuée, sur le modèle de série, les fauteuils étaient en option gratuite. 
L'idée de Chiti fut validée par la direction générale Alfa Romeo et Autodelta débuta sans tarder la transformation des prototypes dès les derniers mois de 1964.
Le 5 février 2016 lors du salon Rétromobile un exemplaire de la Giulia GTA 1965 a été vendu aux enchères par Artcurial pour 370 000 euros[réf. nécessaire].

## La Giulia GTA (1965-1969)

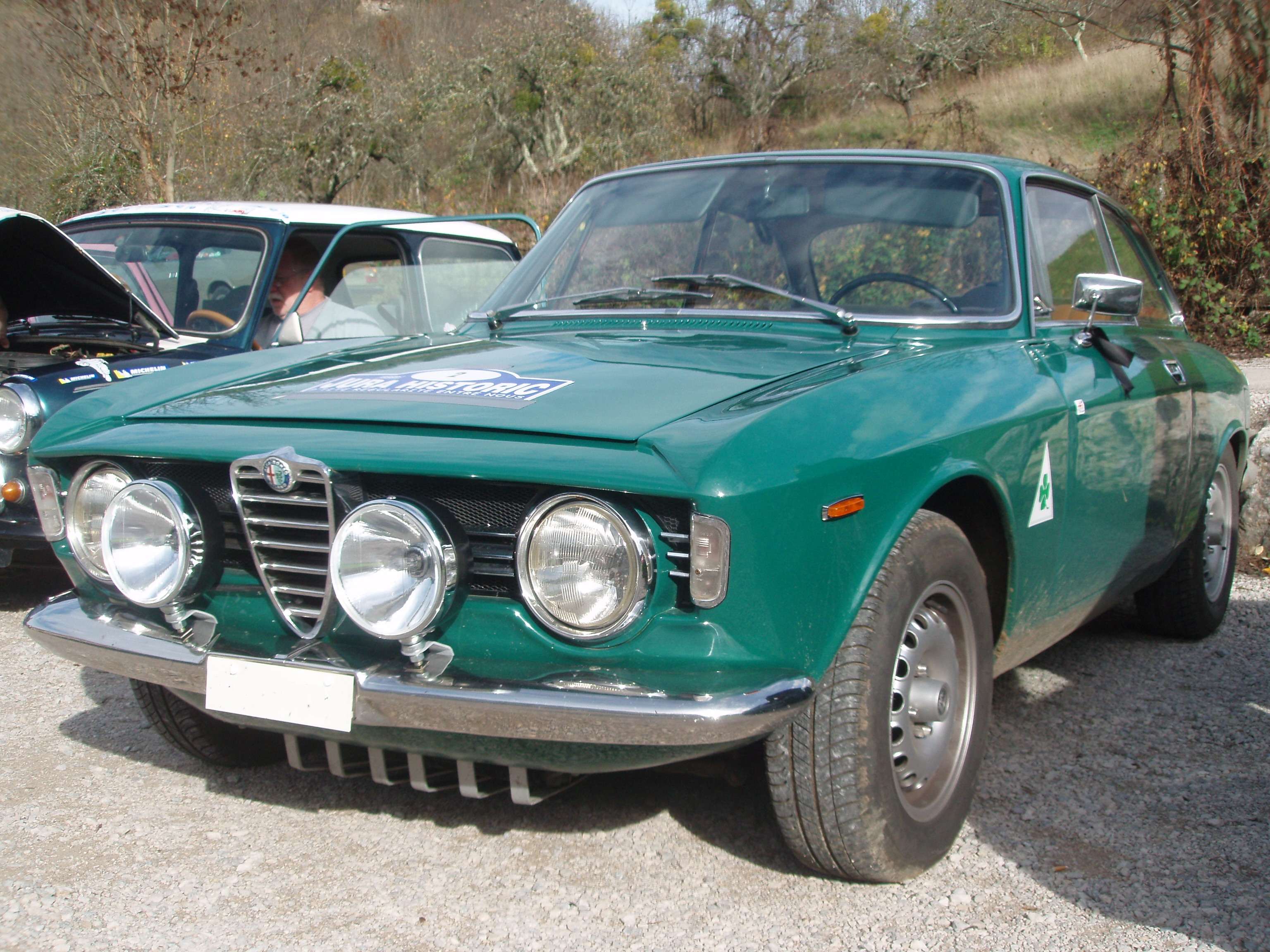
Une GTA au Rallye du Jura Historic en 2010.

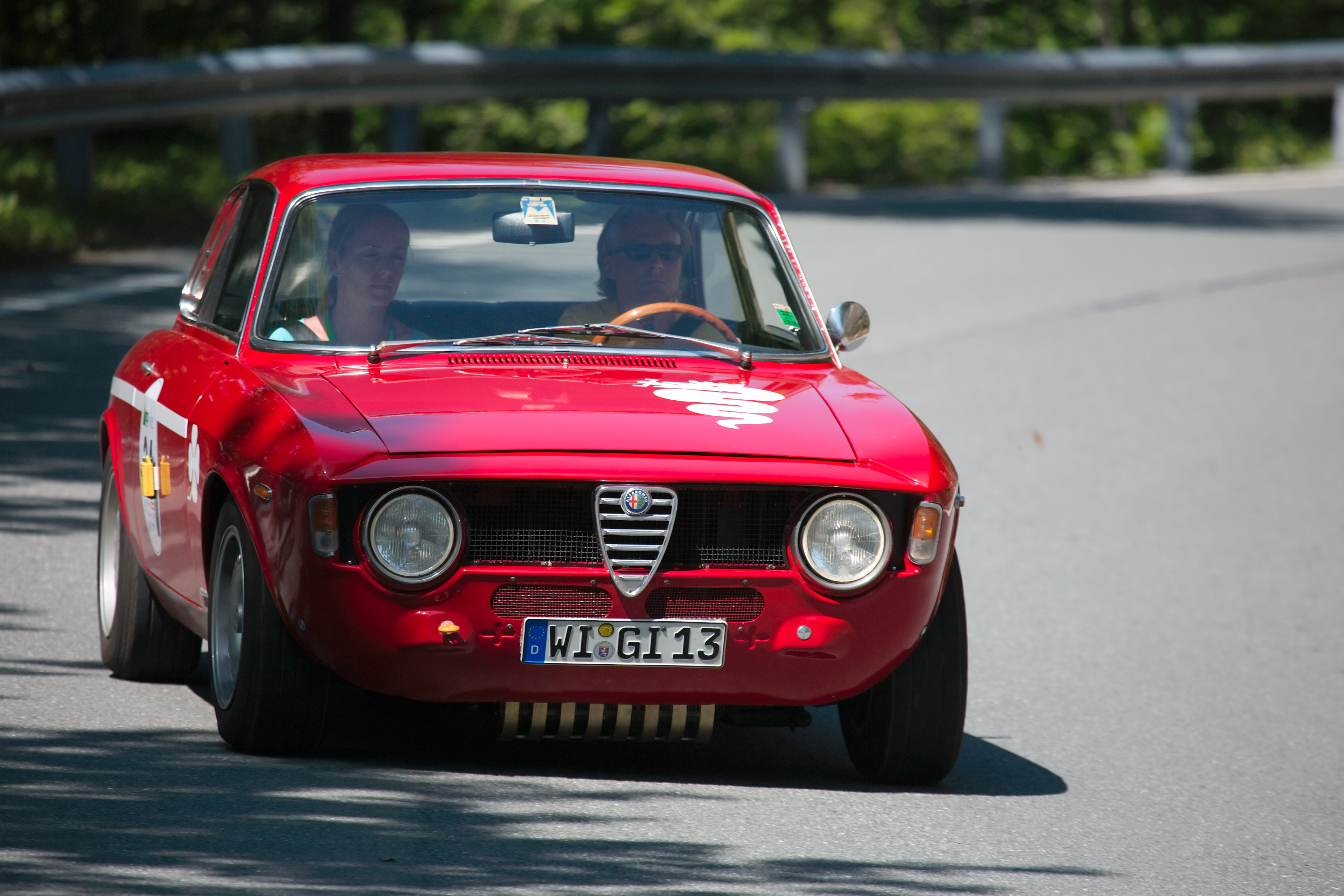
GTA de 1966 en côte à Gaisberg (Autriche)...

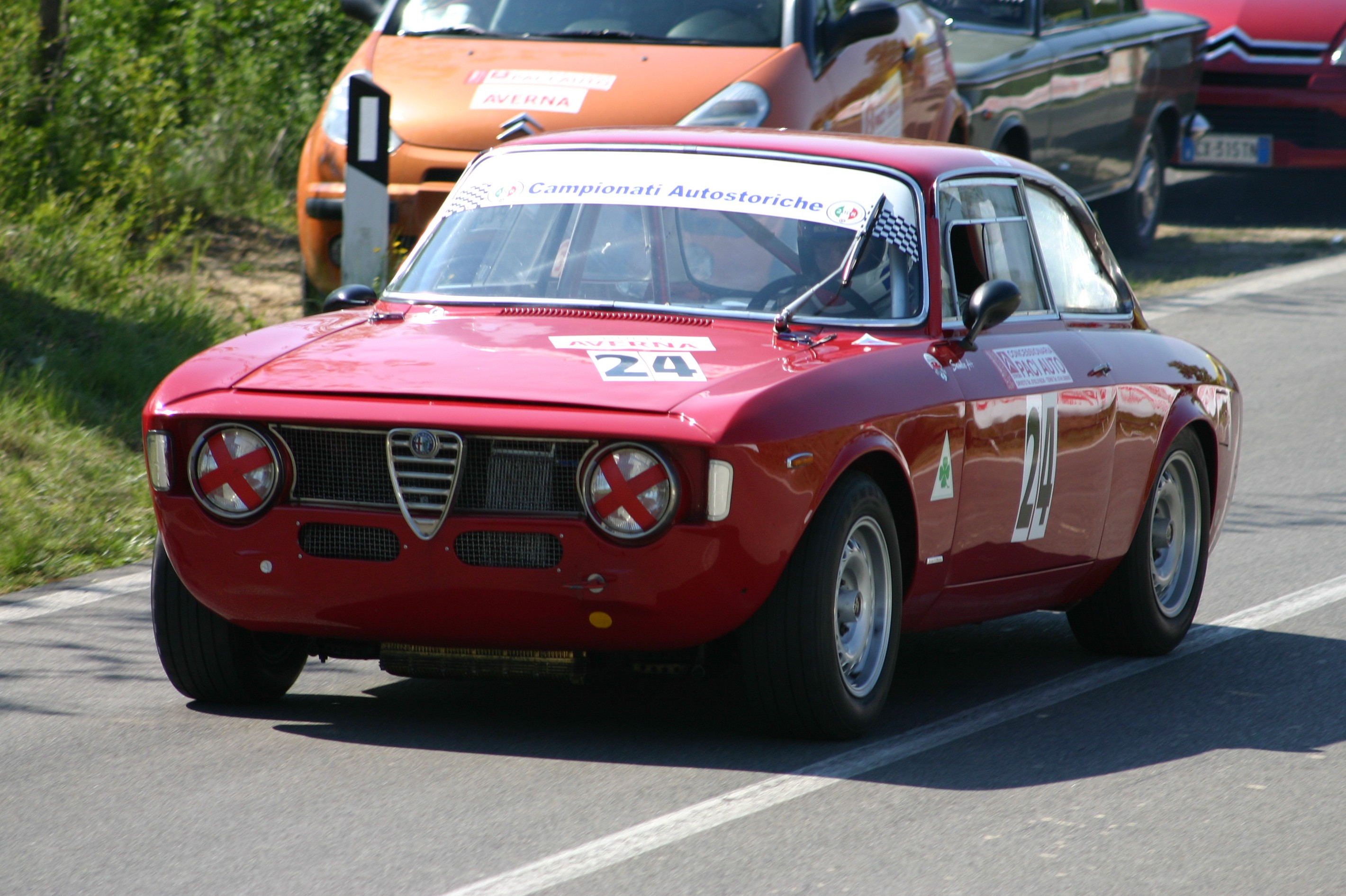
... et à Castellana en 1.6L (Italie).

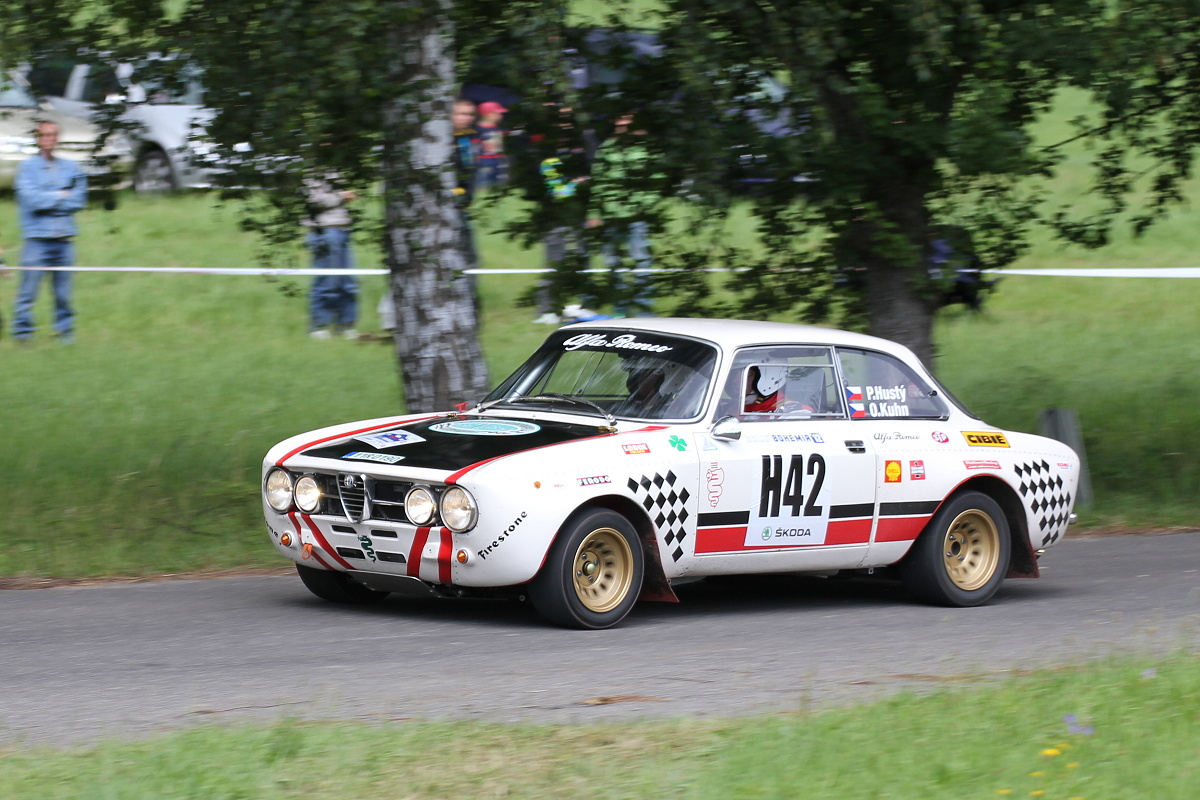
Une autre GTA au Rallye de Bohème Historic en 2012.

L'Alfa Romeo Giulia GTA (GTA étant l'acronyme de Gran Turismo Alleggerita ou « grand tourisme allégée ») sera présentée au salon de l'automobile d'Amsterdam, le 18 février 1965. 
La version GTA de série pesait 745 kg, contre les 950 kg de la Giulia Sprint GT et son moteur développait 115 ch.
Les modifications apportées par l'ingénieur Carlo Chiti furent, outre l'opération d'allègement grâce aux panneaux de Paraluman 25 qui permirent de gagner pratiquement 200 kg, le remplacement des vitres par du plexiglas, l'adoption d'une nouvelle suspension arrière qui abaissait le centre de gravité, le moteur de 1 570 cm3 à double allumage par cylindre Twin Spark et des carburateurs de plus grande section. Dans les versions préparées pour les compétitions, la puissance pouvait atteindre 170 ch avec un poids encore réduit de 45 kg supplémentaires, grâce à la suppression des pare-chocs, des sièges et des vitres coulissantes
Sa première participation en course remonte à la course de côte Trento-Bondone de 1965, où elle s'imposa facilement dans sa catégorie. 
Elle remporta à trois reprises le Deutsche Automobil Rundstrecken Meisterschaft, en 1966, 1967 et 1968 avec Herbert Schultze. 
Avec elle, Jean Rolland (2e en 1965) et Bernard Consten devinrent Champions de France des rallyes en 1966 et 1967 (après que Rolland l'eut été en 1964 sur la version TZ), Arnaldo Cavallari remporta la seconde édition de la Mitropa Rally Cup en 1966, après avoir été Champion d'Italie en 1964 sur la GT, et Ignazio Giunti gagna la catégorie des voitures de série du Championnat d'Europe de la montagne 1967.

### Victoires françaises de la GTA
- Course de côte du Mont-Dore 1965 (Rolland)
- Rallye des Routes du Nord Gr.2 1966 (Consten)
- Rallye du Mistral 1966 (Rolland)
- Coupe des Alpes catégorie TS 1966 (Rolland)
- Tour de Corse catégorie TS 1966 (Rolland, et 2e au général)
- Critérium Alpin 1966 (Rolland)
- Ronde Cévenole 1967 (Rolland) et 1968 catégorie Tourisme (Casal)
- Rallye de l'ACO 1967 (Consten)
- Rallye du Roussillon 1967 (Consten)
- Rallye Bayonne-Côte basque 1968 (Guy Verrier)
- Tour de France automobile catégorie TS 1970 (Giorgio Pianta/G. Alemani)

Versions antérieures victorieuses en France
Giulia Ti Super :
- Rallye du Var (Tourisme) 1963 (Rolland);
- Rallye de l'ACO (Tourisme) 1964 (Consten);

Giulia TZ :
- Critérium des Cévennes 1964 et 1965 (Rolland);
- Coupe des Alpes (Grand Tourisme) 1964 (Rolland) et 1965 (Consten);
- Critérium Jean Behra 1966 (Rolland);
- Ronde Cévenole 1966 (Rolland);
- Rallye d'Antibes 1966 (Michel Buzzi);

(NB : 2e du tour de Corse 1964 (Rolland), et 13e des 24 heures du Mans 1964 (Bussinello/Deserti))
Versions ultérieures victorieuses en France
GTV 2000 :
- Championnat de France des rallyes 1975 (Groupe 1) (Guy Fréquelin):
- Victoire de Groupe au Rallye Monte-Carlo 1975 (Fréquelin);
- Rallye des Monts Dôme 1975 (Fréquelin);
  - 3e au rallye du Mont-Blanc 1975 (Fréquelin).

En 1965, des Alfa Romeo Gulia GTA préparées par Autodelta participent à diverses courses d'endurance, comme les 1 000 kilomètres de Monza, les 1 000 kilomètres du Nürburgring ou la Targa Florio.

## La Giulia GTA SA (1967)
SA pour SovrAlimentata. Le moteur GTA 1600 suralimenté par deux petits compresseurs développait 220 ch à 7 500 tr/min et sa cylindrée multipliée par le coefficient 1,4 était alors de 2 189 cm3.
Cette augmentation de puissance devait permettre à la GTA de mieux disputer la victoire absolue.

## La Giulia GTA 1300 Junior (1968-1975)

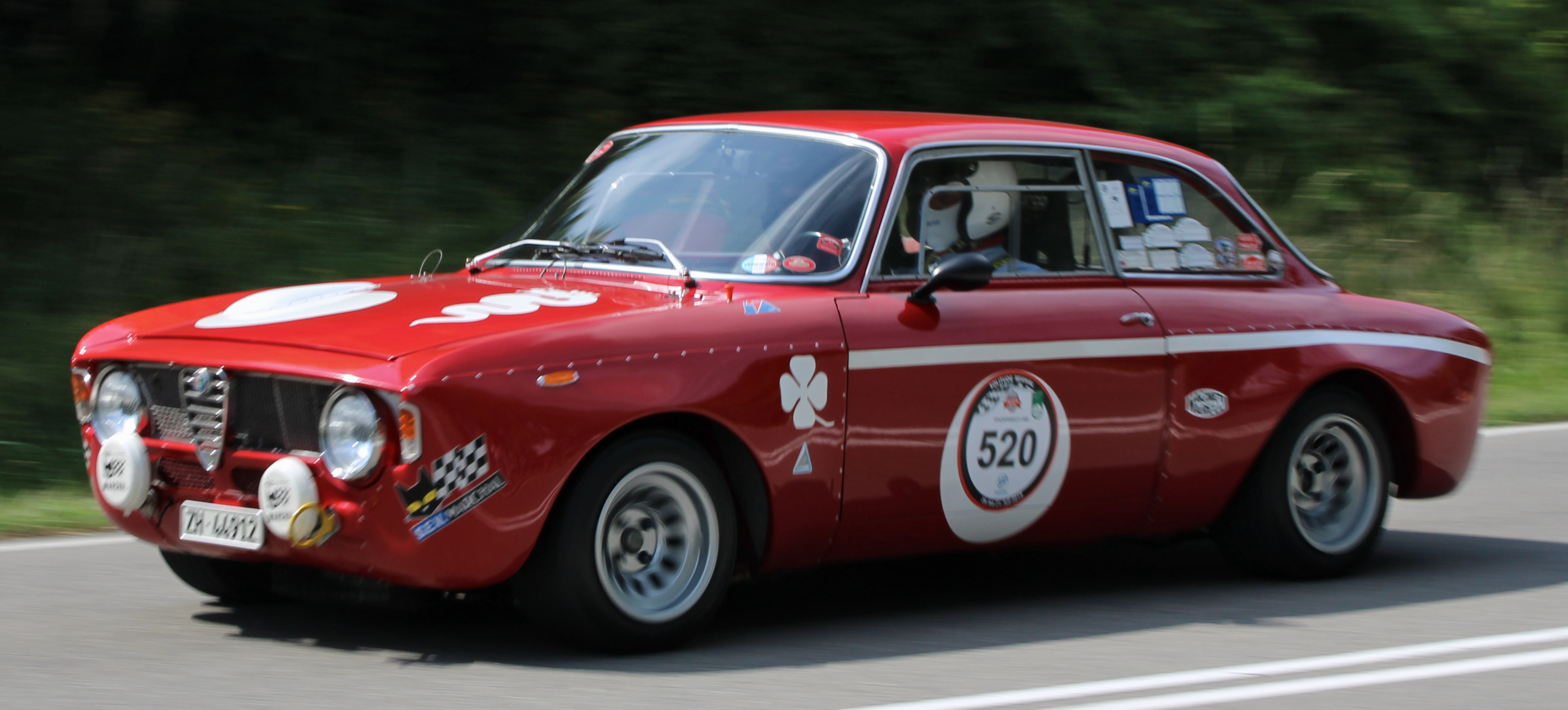
Giulia GTA 1300 Junior

La GTA 1300 Junior était quasi identique à la GTA 1600 sauf en ce qui concerne la course des pistons dans le moteur qui était réduite à 67,5 mm (au lieu de 82) portant la cylindrée à 1 290 cm3 pour correspondre à la nouvelle catégorie en sport auto de moins de 1 300 cm3.

## Caractéristiques techniques
| Modèle                | Version routière de 1965 | Version SA de 1967 | Version routière 1300 Junior de 1968                                                                                         |
| --------------------- | --- | --- | --- |
| Moteur                | 4 cylindres en ligne, course longue, avant longitudinal, en aluminium                                                        | 4 cylindres en ligne, course longue, avant longitudinal, en aluminium avec double compresseur centrifuge                     | 4 cylindres en ligne, course courte, avant longitudinal, en aluminium                                                        |
| Cylindrée             | 1 570 cm3 (alésage × course = 78 × 82 mm)                                                                                    | 1 570 cm3 (alésage × course = 78 × 82 mm)                                                                                    | 1 290 cm3 (alésage × course = 78 × 67,5 mm)                                                                                  |
| Distribution          | à 2 soupapes et 2 arbres à cames en tête                                                                                     | à 2 soupapes et 2 arbres à cames en tête                                                                                     | à 2 soupapes et 2 arbres à cames en tête                                                                                     |
| Puissance maxi        | 133 ch SAE à 6 000 tr/min | 220 ch SAE à 7 500 tr/min | 110 ch SAE à 6 000 tr/min |
| Embrayage             | monodisque à sec | monodisque à sec | monodisque à sec |
| Boîte de vitesses     | à 5 vitesses + RM | à 5 vitesses + RM | à 5 vitesses + RM |
| Traction              | propulsion | propulsion | propulsion |
| Structure carrosserie | intégrale porteuse en acier et carrosserie en Peraluman 25                                                                   | intégrale porteuse en acier et carrosserie en Peraluman 25                                                                   | intégrale porteuse en acier et carrosserie en Peraluman 25                                                                   |
| Suspensions avant     | quadrilatères transversaux, amortisseurs hydrauliques télescopiques                                                          | quadrilatères transversaux, amortisseurs hydrauliques télescopiques                                                          | quadrilatères transversaux, amortisseurs hydrauliques télescopiques                                                          |
| Suspensions arrière   | triangle supérieur et buttons, amortisseurs hydrauliques télescopiques                                                       | triangle supérieur et buttons, amortisseurs hydrauliques télescopiques                                                       | triangle supérieur et buttons, amortisseurs hydrauliques télescopiques                                                       |
| Freins                | à disques sur les quatre roues avec servofrein et limiteur sur le train arrière. Frein à main agissant sur les roues arrière | à disques sur les quatre roues avec servofrein et limiteur sur le train arrière. Frein à main agissant sur les roues arrière | à disques sur les quatre roues avec servofrein et limiteur sur le train arrière. Frein à main agissant sur les roues arrière |
| Pneumatiques          | 165 × 14" ou 175 × 400 | 165 × 14" ou 175 × 400 | 165 × 14" ou 175 × 400 |
| Poids à vide          | 795 kg | 780 kg | 760 kg |
| Accélération          | 28,075 s le km départ arrêté                                                                                                 | | |
| Vitesse maxi          | > 185 km/h | 230 km/h | > 175 km/h |
| Consommation moyenne  | 9,5 l/100 km | | 9 l/100 km |